# Vespanthedon cerceris
Vespanthedon cerceris is een vlinder uit de familie wespvlinders (Sesiidae), onderfamilie Sesiinae.
Vespanthedon cerceris is voor het eerst wetenschappelijk beschreven door Le Cerf in 1917. De soort komt voor in het Afrotropisch gebied.